# Brudzeń Duży
Brudzeń Duży – wieś sołecka w Polsce położona w województwie mazowieckim, w powiecie płockim, w gminie Brudzeń Duży. Jest siedzibą gminy Brudzeń Duży.
Brudzeń Duży położony jest nad Skrwą Prawą, 20 km na północny zachód od Płocka.
Wieś graniczy z wsią Bądkowo Kościelne, a zabudowania tych dwóch miejscowości tworzą całość.
Brudzeń Duży położony jest na historycznej ziemi dobrzyńskiej.
Przez Brudzeń przebiega droga wojewódzka nr 559 łącząca Płock z Lipnem. Komunikacja z Płockiem jest obsługiwana tylko przez autobusy PKS

## Zabytki
- Dwór z pobliskim parkiem
- Grodzisko

## Jednostki publiczne
- Posterunek Policji
- Szkoła Podstawowa w Brudzeniu Dużym
- Gminna Biblioteka Publiczna
- Gminny Ośrodek Pomocy Społecznej

## Sport
Zespół piłkarski LKS Wisła Główina-Sobowo

## Historia
W latach 1954–1972 wieś należała i była siedzibą władz gromady Brudzeń Duży. W latach 1975–1998 miejscowość administracyjnie należała do województwa płockiego.